# Лінчак Михайло Степанович
Михайло Степанович Лінчак (нар. 1 жовтня 1953, село Ковалин, тепер Бориспільського району Київської області) — український діяч, голова правління колгоспу «8 Березня» села Рубченки Володарського району Київської області. Народний депутат України 2-го скликання. Кандидат сільськогосподарських наук (1994).

## Біографія
Народився у родині робітників. Працював слюсарем автопарку радгоспу «Дніпро» села Дівички Переяслав-Хмельницького (нині Бориспільського) району Київської області.
У 1971—1973 роках — служба в Радянській армії.
У 1973—1978 роках — шофер радгоспу «Дніпро» села Дівички Переяслав-Хмельницького району Київської області.
У 1978—1983 роках — студент Української сільськогосподарської академії, вчений агроном.
У 1983—1985 роках — заступник голови колгоспу «Комуніст» з кормовиробництва села Капустинці Володарського району Київської області. У 1985—1986 роках — заступник голови колгоспу імені Кірова села Рогізна Володарського району Київської області.
У травні 1986—1994 роках — голова правління колгоспу імені Ілліча («8 Березня») села Рубченки Володарського району Київської області.
У 1994 році захистив кандидатську дисертацію «Вплив умов вирощування, режимів післязбирального обробітку та зберігання на якість зерна ячменю».
Народний депутат України 2-го демократичного скликання з .04.1994 (2-й тур) до .04.1998, Володарський виборчий округ № 217, Київська область. Голова підкомітету з розвитку переробних галузей агропромислового комплексу Комітету з питань АПК, земельних ресурсів і соціального розвитку села. Член депутатської фракції СПУ і СелПУ (до цього — депутатської групи «Аграрники України»).
Член Соціалістичної партії України.